# Cliff Williams

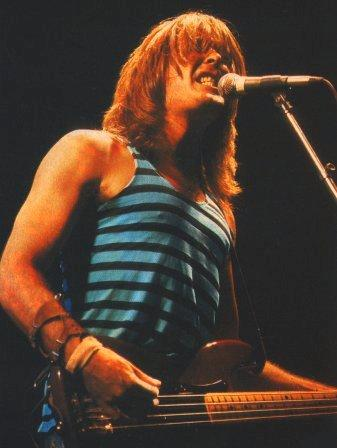
Cliff Williams (1981)

Cliff Williams (* 14. Dezember 1949 in Romford, Großbritannien) ist der ehemalige Bassist der australischen Hard-Rock-Band AC/DC.

## Biografie
Im Alter von neun Jahren zog Williams um von Romford nach London. Schon früh trug er lange Haare und ausgefallene Kleidung und sah sich in der Musik-Szene um. Er grenzte sich gezielt ab vom Arbeiterleben in der Fabrik, das sein Vater führte, genau wie Angus und Malcolm Young von AC/DC.
Seine Karriere startete er 1967. Er war Mitglied der britischen Bands Home und Bandit. Diese wurde nach einigen kleineren Erfolgen aufgelöst, so dass Williams um 1977 eine neue Band suchte.
AC/DC suchte 1977 einen Nachfolger für Mark Evans und fand ihn in Williams. Dem damaligen AC/DC-Manager Michael Browning zufolge wollte die Band eigentlich einen anderen Bassisten, der aber Brownings Meinung nach nicht zur Band passte. Daher gab Browning Williams, bevor dieser vorspielen musste, einige Tipps, wie er sich verhalten solle (insbesondere sollte er möglichst anspruchslos und einfach spielen). Williams folgte dieser Empfehlung und war ab dem 27. Mai 1977 Bassist der Band. Dort spielte er meist einfache Basslinien, die hauptsächlich aus Achtel- oder Viertelnoten bestehen.
Seinen ersten Auftritt mit AC/DC hatte er am 7. Juli 1977 in Cleveland in den USA.
Cliff Williams spielt hauptsächlich Music-Man-Bässe, aber auch Bässe des Herstellers Fender. Außerdem verwendet er einen SVT-4 Pro Verstärker und eine SVT-810E Lautsprecherbox des Herstellers Ampeg.
Ende des Jahres 2007 nahmen Brian Johnson und Cliff Williams drei Songs (Chain Gang, Chase that Tail und Who Phoned the Law) zu dem Film Totally Baked auf, der nur auf DVD veröffentlicht wurde.
Im Juli 2016 wurde durch ein Interview mit dem Gulfshore Life Magazin sein Rückzug aus der Band AC/DC nach Abschluss der gerade laufenden Tournee bekannt. 2020 stieß er jedoch wieder zur Gruppe, um an den Aufnahmen zum im gleichen Jahr erscheinenden Album Power Up mitzuwirken.
An der Tour 2024 nahm Williams nicht mehr teil. Er teilte mit, dass er nicht mehr touren will. Er wurde durch Chris Chaney ersetzt.

## Bands vor AC/DC
- Home
- Bandit

## Diskografie aus der Zeit mit AC/DC
- 1978: Powerage
- 1978: If You Want Blood You’ve Got It
- 1979: Highway to Hell
- 1980: Back in Black
- 1981: For Those About to Rock
- 1983: Flick of the Switch
- 1985: Fly on the Wall
- 1986: Who Made Who
- 1988: Blow Up Your Video
- 1990: The Razors Edge
- 1992: Live
- 1995: Ballbreaker
- 2000: Stiff Upper Lip
- 2008: Black Ice
- 2010: Iron Man 2
- 2014: Rock or Bust
- 2020: Power Up